# Апелляционный суд Агдера
Апелляцио́нный су́д А́гдера (норв. Agder lagmannsrett) — является одним из шести апелляционных судов в Норвегии, рассматривающим жалобы на приговоры по уголовным и гражданским делам городских и окружных судов, входящих в Южный судебный округ. Располагается в Шиене.
Юрисдикция апелляционного суда распространяется на губернии Эуст-Агдер, Вест-Агдер, Телемарк и Вестфолл. Суд состоит из 23 судей и 14 административных сотрудника, включая администратора суда.
Помимо Шиена, дела также слушаются в Тёнсберге, Кристиансанне и Арендале, где суд имеет свои представительства. Апелляционный суд был создан в 1936 году, и первоначально на временной основе располагался в городской ратуше Шиена. Только в 1991 году суд обзавёлся собственным зданием.
Решение апелляционного суда может быть обжаловано в Верховный суд Норвегии только в том случае, если его специальный проверочный апелляционный комитет в составе из 3 судей сочтёт допустимым такое обжалование.